# Barankinya Gosta
Barankinya Gosta  (nacido el año 1935 en Mozambique y fallecido en 1998) fue un prominente escultor de la etnia chewa, residente en Zimbabue.

## Datos biográficos

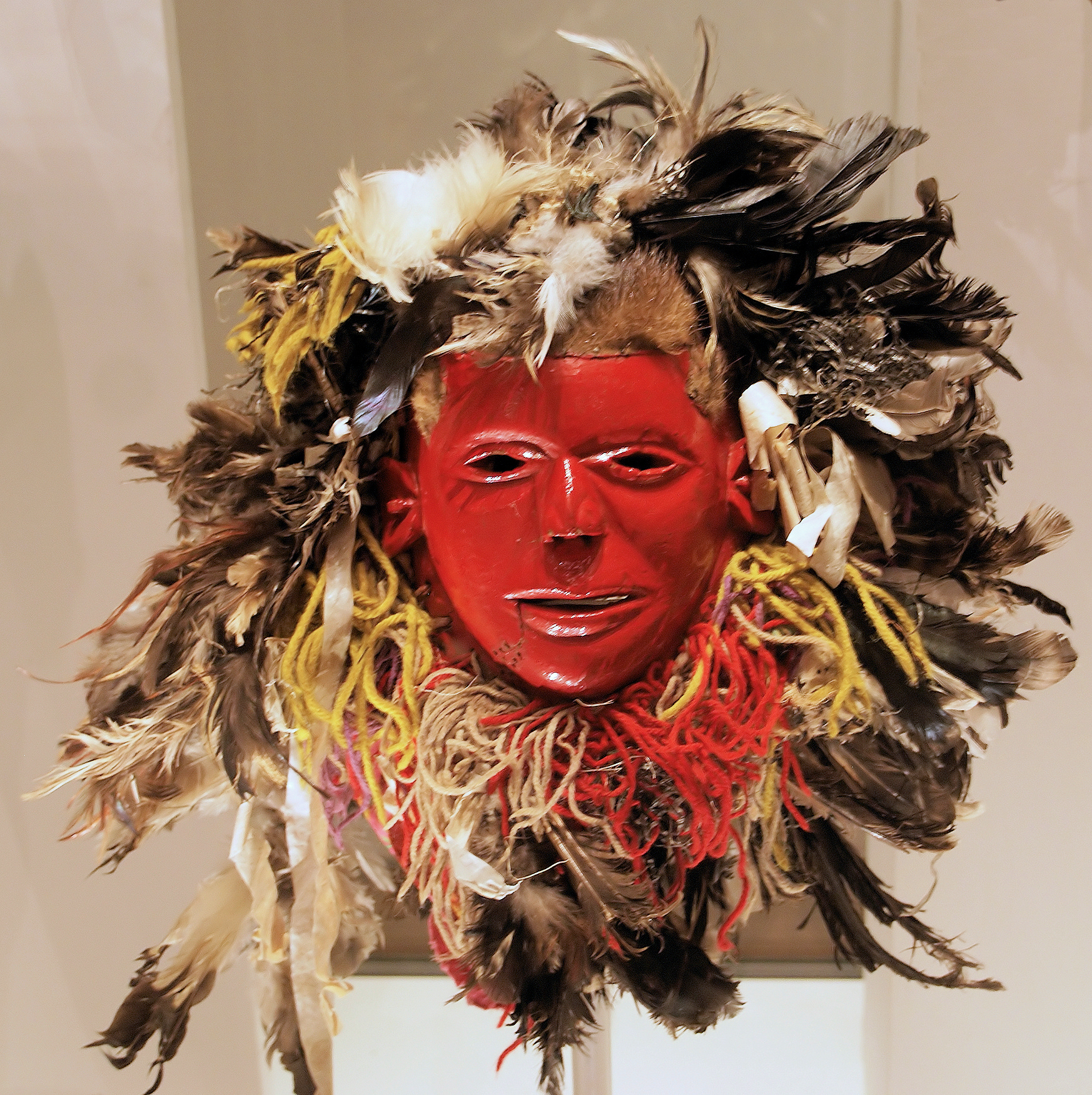
Máscara de la cultura Chewa.

Nacido en Mozambique, Barankinya Gosta fue uno de los residentes de la famosa Comunidad Tengenenge de escultores en Zimbabue. Ha trabajado principalmente la madera, que posteriormente pintaba; su estilo se deriva de las técnicas utilizadas en las tradicionales máscaras Chewa.
Algunas obras de Barankinya Gosta se encuentra en la colección del Parque de Esculturas Chapungu en Harare.